# Mark A. Landis
Pour les articles homonymes, voir Landis.
Mark A. Landis, né à Norfolk (États-Unis), le 10 mars 1955, est un peintre et faussaire américain, qui a exécuté un grand nombre de faux en peinture. Il a de nombreuses fois fait donation de ses faux à des musées officiels américains.

## Biographie

### Famille
Son grand-père, Arthur Landis, était un responsable de la Compagnie des automobiles Auburn, aujourd'hui disparue. Son père, officier de l'US Navy, fut affecté à l'OTAN en Europe, et à ce titre vécut avec sa famille à Londres, Paris et Bruxelles.

### Parcours
Mark Landis est très affecté à 17 ans par la mort de son père. Il fait un passage en clinique psychiatrique au Kansas ; on le diagnostique schizophrène. Il fait des études d'art à l'école de l'Institut d'art de Chicago puis à San Francisco, où il travaille ensuite dans le commerce de l'art, entre autres en faisant l'entretien et les retouches des œuvres endommagées,. Il achète une galerie d'art, mais celle-ci fait faillite.
Ruiné à 30 ans, il décide de retourner vivre avec sa mère à Laurel. Mais avant, il décide de faire un geste pour faire plaisir à sa mère : faire une donation à un musée en l'honneur de son père, une copie de Maynard Dixon, impressionniste américain, à un musée californien ; l'expérience le convainc de recommencer. Pendant plus de vingt ans, il procèdera à des donations auprès d'une cinquantaine de musées américains, choisissant plutôt des musées de petite taille, qui n'ont pas les moyens d'analyse et de vérification des grands musées. Tous n'ont pas été dupes, mais la supercherie est restée discrète pendant plus de vingt ans, en dépit de la multitude d'œuvres dispersées. Mark Landis a même proposé plusieurs fois un faux de la même œuvre à des musées différents.
Pendant cette période, il continue de produire ses propres œuvres, qu'il commercialise par le biais de Narsad Artworks, un groupe assurant la promotion des œuvres artistiques réalisées par des personnes mentalement déficientes. En 2012, il est possible d'acheter du papier à lettres décoré par Les Magnolias de Landis. Il change souvent de domicile, résidant à plus de 15 adresses différentes entre 1985 et 2000. Patsy Hollister, cofondatrice de Narsad, pense que Landis est plus probablement bipolaire que schizophrène, avec une capacité à peindre incroyablement vite. Parlant des icônes, il dit : « J'en ai donné à des centaines d'églises. Mark Landis travaille aussi dans les domaines de l'animation et de la publicité. »
Son succès ne semble pas tant venir de l'excellence de ses copies, que de sa capacité à imiter toutes sortes de styles, alliée à un sens de la mise en scène qui désarçonne les responsables de musées.

### Enquête
En 2007, Mark Landis propose au musée d'art d'Oklahoma City plusieurs œuvres, dont une aquarelle de Louis Valtat, une scène de port de Paul Signac, un autoportrait de Marie Laurencin, une huile de Stanislas Lépine, un nu et un dessin de Daumier. Le conservateur, Matthew Leininger, fait faire des recherches par son équipe, qui découvre qu'un Signac curieusement semblable a été offert au musée du Savannah College of Art and Design, à la même époque. Un communiqué de presse fait justement état de la donation de Signac, Avery et Laurencin. Le communiqué livre le nom authentique de Mark Landis, lui-même citant son père. Leininger pousse ses recherches plus loin, et découvre que Landis a trompé plus de 45 musées dans 19 villes différentes. Il alerte les musées, communiquant les photos disponibles de Landis. À ce moment, l'enquête reste confidentielle.
En septembre 2010, Mark Landis se rend au musée Paul and Lulu Hilliard University Art Museum à Lafayette, en Louisiane, prenant l'identité d'un prêtre jésuite, le Père Arthur Scott. Il fait donation d'un tableau de Charles Courtney Curran, prétextant la mort récente de sa mère. Le directeur Mark Tullos confie l'œuvre à sa conservatrice Joyce Penn, qui procède à une vérification rapide de l'œuvre en l'examinant sous la lumière ultra-violette : c'est un faux. L'examen au microscope révèle qu'une copie de l'original a été vraisemblablement collée sur le tableau, puis peinte par-dessus. Joyce Penn pousse l'investigation plus loin, et fait le lien avec l'enquête de Leininger. En novembre 2010, The Art Newspaper publie un article complet sur le sujet, bientôt repris par d'autres publications. La dernière tentative connue de sa part fut en novembre 2010, à nouveau sous l'identité du Père Arthur Scott, auprès du musée d'Ackland à l'Université de Caroline du Nord, avec un croquis académique français.

#### Situation juridique
En première approche, n'ayant jamais tiré profit de ses donations, Mark Landis n'aurait commis aucun crime ; ainsi aucun musée n'a jugé utile de le poursuivre. Il a pourtant employé de nombreuses fausses identités (Steven Gardiner, Arthur Scott, James Brantley, Mark Lanois) dans une vingtaine d'États. On peut également citer les frais supplémentaires d'expertise de ses œuvres.

## Exposition
Mark Tullos a souhaité arrêter la carrière de Landis. Comme le recours purement juridique ne semble pas certain, une exposition des œuvres connues de Landis est organisée ; celui-ci apporte même sa contribution par le prêt des livres d'art qui l'ont accompagné dans sa carrière de faussaire. Organisée par Leininger et Aaron Cowan, cette exposition, intitulée Faux Real, se tient à Cincinnati du 1er avril au 20 mai 2012, à la Dorothy W. and C. Lawson Reed Jr. Gallery, université de Cincinnati,,,. Celle-ci a préparé une courte vidéo présentant les œuvres les plus significatives de Landis.
Les organisateurs disent avoir invité Mark Landis à venir.

## Peintres et auteurs copiés
- Hans von Aachen[18]
- Milton Clark Avery[19]
- William-Adolphe Bouguereau[18]
- Charles Courtney Curran
- Daumier
- Walt Disney[20]
- Maynard Dixon[4]
- Thomas Jefferson (lettre)
- John Hancock (lettre)[3]
- Martin Johnson Heade Magnolias
- Marie Laurencin
- Stanislas Lépine (Terrassiers au Trocadero)[21],[22]
- Abraham Lincoln (tract électoral)
- Alfred Jacob Miller (Tête de Sioux)[3]
- Picasso
- Everett Shinn
- Paul Signac (Le Trieux)[21],[22]
- Louis Valtat[23]
- Watteau
- Icônes
- Divers[24]

## Œuvres
- Pastoral peace[25]
- Woman and boys on beach[26]
- Young girl[27]
- Sisters[28]
- Woman and children in water[29]
- Ride in the park[30]
- Tree alone[31]
- Autumn scene[32]
- Blue dress[33]
- Magnolias[34]
- Pink dress[35]
- Tropical scene[36]
- Vase of flowers[37]
- White dress[38]